# Парламент Ганы
Парламент Ганы (англ. Parliament of Ghana) — законодательный орган Ганы.

## История
Консультативный Законодательный совет был создан при губернаторе британской колонии Золотой Берег в 1850 году. В 1946 году была введена новая конституция, которая позволяла неофициальному члену Законодательного совета стать его главой, в то время как губернатор перестал быть главой ЗС по должности. Эта система сохранялась до 1951 года, когда были проведены выборы на основе всеобщего избирательного права, на которых победила Народная партия конвента (НПК), образованная в 1949 году и возглавляемая Кваме Нкрумой. Нкрума, который был заключен в тюрьму в начале 1950 года за подрывную деятельность, был освобождён и назначен первым премьер-министром страны в следующем году.
Золотой Берег был переименован в Гану и получил независимость 6 марта 1957 года, при этом британский монарх сохранил пост главы государства. Законодательный совет был переименован в Национальное Собрание (НС).
После утверждения новой конституции Гана официально стала республикой 1 июля 1960 года, сроки полномочий членов НС были продлены ещё на пять лет. После референдума в 1964 году было введено однопартийное государство, в результате на выборах в НС, состоявшихся в 1965 году, баллотировались только кандидаты от НПК. После военного переворота 1966 года политические партии были запрещены, НС распущено.
Страна вернулась к гражданскому правлению в 1969 году. Выборы, состоявшиеся 29 августа того же года, привели к победе Прогрессивной партии, которая получила 105 из 140 мест в НС. После военного переворота 1981 года все выборные институты были вновь распущены, деятельность политических партий запрещена.
После 11-летнего военного правления на референдуме 1992 года была одобрена новая конституция. На последовавших президентских выборах победил Джерри Ролингс, возглавлявший страну после переворота 1981 года. Оппозиция оспорила результаты и бойкотировала декабрьские 1992 года парламентские выборы, в результате чего Национальный демократический конгресс (НДК) Ролингса получил 189 из 200 мест в парламенте. Все партии участвовали в парламентских выборах 1996 года, НДК получил 133 из 200 мест, в то время как основная оппозиционная Новая патриотическая партия (НПП) – 60. С тех пор выборы проводятся регулярно.
На парламентских выборах в Гане используется система простого большинства. С 2012 года страна разделена на 275 одномандатных округов. Срок полномочий депутатов – четыре года.
После выборов 2020 года сложилась парадоксальная ситуация, когда в парламент прошли только 2 партии (НДК и НПП), получившие одинаковое число мест. Всё решал единственный независимый депутат, поддержавший НПП.

## Состав
Парламент состоит из одной палаты и включает 275 депутатов, избираемых прямым всеобщим голосованием на четырёхлетний срок в мажоритарных округах.

### Нынешний состав
| Партия | Голоса            | %     | Места | +/–   |
| --- | ----------------- | ----- | ----- | ----- |
| Новая патриотическая партия | 6 651 028         | 50,42 | 137   | –32   |
| Национальный демократический конгресс | 6 094 478         | 46,2  | 137   | +31   |
| Движение за единение Ганы | 60,840            | 0,46  | 0     | Новое |
| Народный национальный конвент | 29 211            | 0,22  | 0     | 0     |
| Прогрессивная народная партия | 24 334            | 0,18  | 0     | 0     |
| Народная партия конвента | 11 105            | 0,08  | 0     | 0     |
| Либеральная партия | 7 521             | 0,06  | 0     | Новая |
| Национальная демократическая партия | 6 421             | 0,05  | 0     | 0     |
| Великая объединенная народная партия | 1 976             | 0,01  | 0     | 0     |
| Объединённая прогрессивная партия | 1 934             | 0,01  | 0     | 0     |
| Всенародный конгресс | 1 214             | 0,01  | 0     | 0     |
| Независимые | 301 996           | 2,29  | 1     | +1    |
| Всего | 13 192 058        | 100   | 275   | 0     |
| Зарегистрированных избирателей/Явка | 17 027 655/77,47% |       | –     | –     |
| Источник: GhanaWeb April 2024/https://www.ghanaweb.com/GhanaHomePage/ghanaelection2020/elections.parliamentary.results.php?mode=tabular Архивная копия от 10 апреля 2024 на Wayback Machine |                   |       |       |       |